# Беррінгтон (Род-Айленд)
Беррінгтон (англ. Barrington) — місто (англ. town) в США, в окрузі Бристоль штату Род-Айленд. Населення — 17 153 особи (2020).

## Демографія

### Перепис 2010
Згідно з переписом 2010 року, у місті мешкало 16 310 осіб у 5994 домогосподарствах у складі 4673 родин. Було 6386 помешкань
Расовий склад населення:
| - 94,7 % — білих - 2,8 % — азіатів - 0,5 % — чорних або афроамериканців - 0,1 % — корінних американців |

До двох чи більше рас належало 1,5 %. Частка іспаномовних становила 2,0 % від усіх жителів.
За віковим діапазоном населення розподілялося таким чином: 28,2 % — особи молодші 18 років, 57,1 % — особи у віці 18—64 років, 14,7 % — особи у віці 65 років та старші. Медіана віку мешканця становила 44,1 року. На 100 осіб жіночої статі у місті припадало 91,7 чоловіків; на 100 жінок у віці від 18 років та старших — 87,5 чоловіків також старших 18 років.
Середній дохід на одне домашнє господарство становив 158 751 долар США (медіана — 117 408), а середній дохід на одну сім'ю — 183 221 долар (медіана — 139 591). Медіана доходів становила 93 125 доларів для чоловіків та 76 534 долари для жінок. За межею бідності перебувало 2,8 % осіб, у тому числі 1,6 % дітей у віці до 18 років та 5,7 % осіб у віці 65 років та старших.
Цивільне працевлаштоване населення становило 8103 особи. Основні галузі зайнятості: освіта, охорона здоров'я та соціальна допомога — 32,7 %, науковці, спеціалісти, менеджери — 14,5 %, фінанси, страхування та нерухомість — 9,2 %, роздрібна торгівля — 8,0 %.

### Перепис 2000
За даними перепису 2000 року
на території муніципалітету мешкало 16 812 людей, було 6 011 садиб та 4712 сімей.
Густота населення становила 771,2 осіб/км². З 6 011 садиб у 40,3 % проживали діти до 18 років, подружніх пар, що мешкали разом, було 68,7 %,
садиб, у яких господиня не мала чоловіка — 7,6 %, садиб без сім'ї — 21,6 %.
Власники 10 % садиб мали вік, що перевищував 65 років, а в 18,8 % садиб принаймні одна людина була старшою за 65 років. Кількість людей у середньому на садибу становила 2,73, а в середньому на родину 3,14.
Середній річний дохід на садибу становив 74 591 доларів США, а на родину — 84 657 доларів США. Чоловіки мали дохід 59 722 доларів, жінки — 36 195 доларів. Дохід на душу населення був 35 881 доларів. Приблизно 3 % родин та 3,4 % населення жили за межею бідності.
Медіанний вік населення становив 40 років. На кожних 100 жінок віком понад 18 років припадало 91 чоловіків.